# Mănăstirea minorită din Aiud
Mănăstirea minorită din Aiud, cu hramul Sf. Elisabeta de Turingia, este un ansamblu de monumente istorice aflat pe teritoriul municipiului Aiud.
Ansamblul este format din două monumente:
- Biserică (cod LMI AB-II-m-A-00173.01)
- Claustru (cod LMI AB-II-m-A-00173.02)

## Interiorul
Altarele laterale, realizate în stil rococo, provin de la Biserica Minoriților din Cluj, devenită în 1924 catedrală greco-catolică și adaptată cu ocazia respectivă cerințelor ritului bizantin.